# Red Bandits Adventure
Red Bandits Adventure, eerder Wild West Adventure (Nederlands: Wilde Westen Avontuur), is een dark water ride in het Nederlandse attractiepark Slagharen.

## Beschrijving attractie
De attractie bevindt zich in het noordelijke gedeelte van het park, tegenover de achtbaan Gold Rush. De darkride valt op door de grote rode, voorheen bruine, koepel waarop een standbeeld van een paard met daarop een figuur geplaatst is.
In de koepel bevindt zich een kunstmatige rotsformatie. Om, door en langs de rotsformatie ligt een kunstmatige rivier. Langs de rivier staan animatronics opgesteld van onder andere: indianen, Cowboy's en bizons. Door middel van boten van het model Round Boat Ride van MACK Rides, ook bekend van wildwaterbanen van het type rapid river varen bezoekers over deze rivier langs de verschillende scènes

## Geschiedenis
De koepel had een andere functie voor de komst van de darkride. Van 1990 tot 1999 werd hier 3 keer per dag de Wild West Show opgevoerd.
Onder de naam Wild West Adventure werd de dark water ride in 2000 geopend. De constructie van de baan is afkomstig van MACK Rides, de decoratie en de effecten door Heimotion, beide gevestigd in Duitsland.
Bij de wachtrijen van de attractie werd het nummer Rawhide van Royal Philharmonic Orchestra gedraaid, oorspronkelijk is het een nummer van Dmitri Tjomkin.
In oktober 2022 maakte Attractiepark Slagharen bekend dat Wild West Adventure op 7 november van dat jaar zijn deuren zou sluiten voor groot onderhoud. In 2023 opende de attractie na een metamorfose aan o.a. het decor en de looproutes voor het in- en uitstappen onder de naam Red Bandits Adventure.
Afbeeldingen · Main Street